# دايفيد هاجدو
دايفيد هاجدو (بالإنجليزية: David Hajdu)‏ هو كاتب أمريكي، ولد في 8 مارس 1955 في فيليبسبورغ في الولايات المتحدة.

## وصلات خارجية
- الموقع الرسمي